# ジョーダン・グリン
ジョーダン・ニコラス・グリン（Jordan Nicholas GLYNN、1989年6月26日 - ）は、ウェーコ (テキサス州)出身の男子バスケットボール選手である。身長201cm、体重101㎏で、ポジションはフォワード。Bリーグ・B2リーグのライジングゼファーフクオカに所属している。
2011年、デンマークのチームFOGネストヴェズと契約し、プロ選手となる。2015年から2020年まで在籍したメキシコ、リーガ・ナシオナル・バロンセスト・プロフェッショナルのフエルサ・レヒア・デ・モンテレイでは、2016-17シーズンと2018-19シーズンの2度の優勝に貢献した。
2020-21シーズン途中の2020年11月、グリンはBリーグ・B2のライジングゼファー福岡と契約した。初戦となった11月20日の青森ワッツ戦においてグリンはBリーグ最多タイ、B2リーグでは新記録となる11本のスリーポイントフィールドゴールを決め勝利に貢献、このシーズン、グリンは出場した46試合すべてで先発出場し、1試合平均21.5得点、9.1リバウンド、スリーポイントの成功率38.7%の記録を残した。
2021年6月18日、Bリーグ、B1の秋田ノーザンハピネッツはグリンとの契約合意を発表した。

## 参考資料
1. ↑  https://northern-happinets.com/files/user/gameday/20211002.pdf
2. 1 2 3  『【新入団】ジョーダン・グリン選手契約合意のお知らせ』（プレスリリース）秋田ノーザンハピネッツ、2018年6月18日。2021年7月2日閲覧。
3. ↑  “Fuerza Regia renueva a otra de sus estrellas: Jordan Glynn” (スペイン語) (2019年8月16日). 2021年7月2日閲覧。
4. ↑  “ライジングゼファー福岡のジョーダン・グリンがデビュー戦で躍動…B2リーグ最多となる11本の3ポイントを成功”. バスケットボールキング.   フロムワン (2020年11月25日). 2021年7月2日閲覧。
5. 1 2  “秋田がジョーダン・グリンと契約合意…今季福岡で平均21.5得点をマーク”. バスケットボールキング.   フロムワン (2021年6月18日). 2021年7月2日閲覧。